# مایکل کریگد
مایکل کریگد، (به انگلیسی: Martin Craighead) (زاده ۱۹۶۰) کارآفرین، بازرگان و مدیر ارشد اجرایی آمریکایی است، که اکنون به‌عنوان مدیر عامل اجرایی و رییس هیئت مدیره شرکت بیکر هیوز فعالیت می‌کند.